# Stenatkina bimaculata
Stenatkina bimaculata är en insektsart som beskrevs av Yang et Li 1999. Stenatkina bimaculata ingår i släktet Stenatkina och familjen dvärgstritar. Inga underarter finns listade i Catalogue of Life.